# Charles Knowles
Charles Knowles (1704 — 1777) foi um oficial naval britânico. Serviu à Marinha Britânica, na Guerra da orelha de Jenkins, na batalha de Havana. De 1749 a 1752, foi governador da Jamaica. Foi feito almirante e em 1770, aceitou convite de Catarina II da Rússia e passou a comandar a esquadra russa na guerra contra a Turquia.